# Rhizoctonia floccosa
Rhizoctonia floccosa är en svampart som beskrevs av Burgeff 1932. Rhizoctonia floccosa ingår i släktet Rhizoctonia och familjen Ceratobasidiaceae.   Inga underarter finns listade i Catalogue of Life.